# Cerchezi
Cerchezii sunt un popor din regiunea Caucaz, ei trăiesc azi preponderent în Rusia (Republica Karaciai-Cerchezia, regiunea Cabardino-Balcaria și Republica Adîgheia) și în Turcia (unde au emigrat în sec. al XIX-lea).

## Origine
Cerchezii sunt populația cea mai veche din Caucaz, fiind și cei mai numeroși în regiunea Caucazului de Nord. Cultura (arheologică) Maikop din Caucaz datează din mileniul IV î.Hr. Această cultură a influențat dezvoltarea ulterioară a celorlalte culturi din Caucazul de Nord și Rusiei de Sud. Cele mai vechi atestări istorice ale cerchezilor în această regiune sunt din secolul V î.Hr. Spre anul 400 î.Hr. cerchezii au întemeiat capitala Gorgippa (azi Anapa) situată pe malul Mării Negre. Cerchezii au fost denumiți în trecut Cercetae, Siraci, Kassogi, Keșaki sau Kerketi.

## Limba
Limba cercheză constă din două dialecte principale „adîghei” și „kabardin” se presupune că această separare a dialectelor cercheze a avut loc prin secolele al XIII-lea - al XIV-lea. Limba cercheză, împreună cu cea abaziană, aparține de subgrupul de limbi „adîghe-abaziane” din cadrul familiei de limbi caucaziene.

## Religie
Cerchezii au fost creștinați încă din secolul al V-lea, însă, cu toate acestea, au rămas credincioși zeilor păgâni. Începând din veacul al XV-lea ei au trecut în marea lor majoritate la islamul sunit, sub influența tătarilor din Crimeea. Eroul lor național, ca și al altor popoare musulmane din Caucaz (cecenii, avarii etc.), a devenit imamul Shamil, care în secolul al XIX-lea a  condus o revoltă îndârjită contra dominației ruse. Razboiul Ruso-Cerchez a durat un secol și a dus la Genocidul Cerchez, în care între 800,000 și 1,500,000 de cerchezi au fost exterminați, aproximativ 80-97% din populația cercheză, un genocid pe care Rusia îl neagă până in prezent. Există și mici comunități creștine ortodoxe, rămășițe din perioada anterioară islamizării.